# Java Community Process
Java Community Process (JCP) је 1998 успостављена процедура даљег развоја програмског језика Јава и његове основне библиотеке. Организациона структура је дефинисана самим JCP-ом и описана у JSR 215.

## Организација
Свако проширење програмског језика Јава мора проћи одређену процедуру. Свако проширења се назива Java Specification Request (JSR) које добија нови број по редослиједу. На централном веб-сајту JCP-а су излистана сва проширења.
Приједлог за развојна проширења програмског језика Јаве, може дати један или више чланова JCP. Такав приједлог се прво анализира и провјерава да ли је његова суштина већ покривена неким другим приједлогом или проширењем (API). У случају да приједлог садржи промјену самог језика, виртуелне машине, пакета у грани java.* или других пакета испоручених са јавом, такав приједлог се разматра само у склопу заједничке спецификације нове верзије саме Јаве. То правило спречава постојање некомпатибилних и неконсистентних јавиних имплементација.
Приједлог улази у листу JSR одлуком извршног комитета (Executive Committee - EC).

## Учесници
У склопу JCP-а дјелују осим аутора програмског језика Јава компаније Сан Мајкросистемс (енгл. Sun Microsystems), у међувремену преузете од компаније Оракл (енгл. Oracle), и друге компаније (нпр. IBM, HP, Fujitsu, T-Mobile, Siemens), приватне особе (нпр. Doug Lea) и задужбине и удружења (Apache Software Foundation).
Због Оракловог напуштања идеја отвореног кода (енгл. Open Source), у децембру 2010. је један од носилаца JCP-a Апечи Софтвер Фоундејшон (енгл. Apache Software Foundation (ASF)), напустио извршни комитет и истовремено најавио комплетно напуштање JCP-a.